# مرکز کنسولگری کنتاکی
مرکز کنسولگری کنتاکی (Kentucky Consular Center) که به طور مخفف KCC نامیده می‌شود، یک مجموعه وابسته به وزارت امور خارجه آمریکا است که برنامه قرعه‌کشی ویزای گوناگونی را اجرا می‌کند. این مرکز در شهر ویلیامزبرگ ایالت کنتاکی آمریکا قرار دارد.
تا قبل از سال ۲۰۰۰ روند ویزای گوناگونی توسط مرکز دیگری به نام مرکز ملی ویزا که در شهر پورتسموث ایالت نیوهمپشر آمریکا واقع بود مدیریت می‌شد.